# Matka v trapu
Matka v trapu je česká filmová komedie z roku 2024 režisérky Hany Hendrychové. Film byl natočený podle stejnojmenné knižní předlohy.

## Děj
Sylvie pracuje v reklamní agentuře. Má šťastnou rodinu a za manžela úspěšného malíře Tomáše. Její bezstarostný a spokojený život se začíná hroutit. V práci se jí ani jejímu manželovi nedaří a ve škole se zhoršuje kázeň jejich syna. Už ji přestává bavit všechno řešit. Jednou si zastaví taxikářku Annu, která ji odveze a přitom si velice dobře popovídají. Stávají se z nich dobré kamarádky. Navzájem si radí, pomáhají a snaží se znovu zkorigovat své životy. 

## Obsazení
- Petra Hřebíčková jako Sylvie
- Lenka Dolanská Vlasáková jako Anna
- Jaroslav Plesl jako Tomáš
- Jana Švandová jako Regina
- Bohumil Klepl jako Karel
- Marek Němec jako Annin bratr
- Martin Pechlát jako ředitel školy Procházka
- Elizaveta Maximová jako zástupkyně školy
- Valerie Vachková jako Mia
- Matyáš Svoboda jako Oskar
- Anastasia Chocholatá jako Lucie
- Leoš Noha jako taxikář
- Eva Leinweberová jako matka
- Jan Hájek jako otec

## Lokace
Film se natáčel v převážně v Praze a Úhonicích.

## Premiéra
Snímek měl v kině premiéru 22. února 2024.